# كأس ألمانيا 1961–62
كأس ألمانيا 1961–62 (بالألمانية: DFB-Pokal 1961/62)‏ هو الموسم 19 من كأس ألمانيا. أشرف على تنظيمه اتحاد ألمانيا لكرة القدم، وكان عدد الأندية المشاركة فيه 16، وفاز فيه نادي نورنبرغ.